# Gilsinho
Gilsinho est un footballeur brésilien né le 4 avril 1984. Il est attaquant.

## Palmarès
- Vainqueur de la Coupe de la Ligue japonaise en 2010 avec le Júbilo Iwata
- Vainqueur de la Coupe Suruga Bank en 2011 avec le Júbilo Iwata